# カラム・ロビンソン
カラム・ロビンソン（Callum Robinson、1995年2月2日 - ）は、イングランド・ノーサンプトン出身のプロサッカー選手。カーディフ・シティFC所属。ポジションはFW。サッカーアイルランド共和国代表。

## 経歴

### クラブ
アストン・ヴィラFCのアカデミー出身。2013年9月のフットボールリーグカップ・トッテナム・ホットスパーFC戦で途中出場しトップチームデビュー。2014年4月のサウサンプトンFC戦で途中出場しプレミアリーグデビュー。シーズン終了までにさらに3試合に出場した。しかしその後は出番を全く得られず、下位クラブへのレンタルを繰り返した。
2016年4月、1月からレンタルで加入していたプレストン・ノースエンドFCに完全移籍。
2019年7月12日、シェフィールド・ユナイテッドFCと4年契約を締結した。移籍金は非公開だが、クラブレコードであることが発表された。
2020年9月9日、1月からレンタルで加入していたウェスト・ブロムウィッチ・アルビオンFCに5年契約で完全移籍した。
2022年9月1日、カーディフ・シティFCに移籍した。

### 代表
年代別イングランド代表歴があるが、祖母がアイルランドのモナハン県出身であったためフル代表はアイルランド共和国代表に変更した。2018年9月6日に開催されたUEFAネーションズリーグのウェールズ戦でアイルランド共和国代表デビュー。